# Gabriele Allram

Gabrielle Allram

Gabriele Allram (* 24. August 1824 in Prag; † 7. August 1884 in Dresden) war eine deutsche Theaterschauspielerin und Sängerin.

## Leben
Die Tochter des Schauspielers Josef Allram entwickelte sich unter der Ausbildung ihrer Mutter, der Sängerin und Schauspielerin Babette Allram zu einem bedeutenden Talent. Gabriele Allram war außerdem Schülerin der Theaterschauspielerin Margarethe Binder.
Gabriele Allram debütierte 1837 im Alter von 13 Jahren als „Suschen“ in dem Schauspiel „Der Bräutigam aus Mexiko“ von Heinrich Clauren am Prager Landestheater. 1840 versuchte sie den Übergang zur Oper und trat als „Rosina“ in Rossinis Oper „Der Barbier von Sevilla“ auf. Kritiken urteilten jedoch, dass sie als Theaterschauspielerin mehr überzeugte als Opernsängerin.
Nach ihrem Engagement am Prager Theater folgte sie 1842 dem Ruf an das Hoftheater in Dresden, wo sie vorzugsweise die Rollen der ausscheidenden Doris Devrient übernahm, die dem Soubrette-Fach bzw. dem naiven Fach zugeordnet werden können. Am Dresdner Hoftheater wirkte sie bis zu ihrer Pensionierung im Juni 1877.

## Schüler (Auswahl)
- Ida Timling